# Бызовец (Русенская область)
Бызовец (болг. Бъзовец) — село в Болгарии. Находится в Русенской области, входит в общину Две-Могили. Население составляет 923 человека.

## Политическая ситуация
В местном кметстве Бызовец, в состав которого входит Бызовец, должность кмета (старосты) исполняет Георги Малев Георгиев (коалиция Болгарская социал-демократия, Политическое движение социал-демократов) по результатам выборов.
Кмет (мэр) общины Две-Могили — Драгомир Дамянов Драганов (коалиция партий: Союз демократических сил, Демократическая партия, Демократы за сильную Болгарию, Земледельческий народный союз) по результатам выборов в правление общины.